# The Mortal
The Mortal（ザ・モータル）は上杉昇の2枚目のフルアルバム。

## 概要
上杉昇ソロ作品のオリジナル・アルバムとしては2006年発売の『Blackout in the Galaxy』以来12年ぶりとなる。
ジャケットには「夢ひとつ語らず 語る術もなく」というキャッチコピーが記載されている。
通常盤と初回限定盤の2形態で発売。通常盤にはw/16ページブックレットAが付属し、初回限定盤にはw/16ページブックレットBとライブCD『上杉昇ACOUSTIC TOUR 2018 Survivor's Guilt＠新宿ロフト』が付属した。
アルバム発売を記念し、初のフリーライブとなる"上杉昇FREE LIVE 2018 AUTUMN"を開催。その後、このアルバムにちなんだツアー"上杉昇ELECTRIC TOUR 2018 The Mortal"を行った。

## 内容
数年間上杉が書き溜めてきた10数曲分のメロディーと歌詞のコンセプトをもとに、「エレクトロニカとインダストリアルとリアルなボーカルの融合」というビジョンを掲げ、2018年の春から制作を開始した。上杉昇のiPadで作られた曲が基となり、交流のあるミュージシャンによるプレ・アレンジが存在していた楽曲は、そのままブラッシュアップする形で曲が整えられた。
アルバム制作にあたり、人間魚雷について書かれた記録を読んだり、沖縄県や鹿児島県へ特攻隊員の遺書や遺品、関係資料が展示してある記念館を訪れている。
2013年に発売した配信シングル「FROZEN WORLD」と2018年8月に発売した先行シングル「Survivor's Guilt」を収録。2018年1月発売の「棘と吹雪と」はアルバム未収録となった。

## 収録曲

### DISC 1
1. Red Spider Lily
2. Subzero
3. 赤い花咲く頃には -KM mix-
4. 青き前夜
5. Interception
6. The Mortal
7. Survivor's Guilt -KM mix-
8. Pearl Harbor Blues
9. Chrysanthemum north pole
10. Ativan
11. 遺書は燃やせ
12. 白痴の鬼畜
13. 絶望
14. 桜舞い錯乱
15. Frozen World -KM mix-

### DISC 2
1. ST.JAMES INFIRMARY
2. Blindman's Buff
al.ni.coのアルバム『セイレン』収録曲をセルフカバー。
3. MARIGOLD
4. Sleeping Fish
WANDSのシングル「Same Side」のカップリング曲をセルフカバー。
5. 狼になりたい
6. Subzero
7. DON'T TRY SO HARD
WANDSのアルバム『PIECE OF MY SOUL』収録曲をセルフカバー。
8. It's Not The Spotlight
9. Survivor's Guilt
10. Maybe Tomorrow

## 参加ミュージシャン
- 俊英・KASHIWA daisuke
  - 全作品のアレンジを担当。

など